# Санкт Георген им Шварцвалд
Санкт Георген им Шварцвалд (њем. St. Georgen im Schwarzwald) град је у њемачкој савезној држави Баден-Виртемберг. Једно је од 20 општинских средишта округа Шварцвалд-Бар. Према процјени из 2010. у граду је живјело 13.347 становника. Посједује регионалну шифру (AGS) 8326052.

## Географски и демографски подаци
Санкт Георген им Шварцвалд се налази у савезној држави Баден-Виртемберг у округу Шварцвалд-Бар. Град се налази на надморској висини од 862 метра. Површина општине износи 59,8 km². У самом граду је, према процјени из 2010. године, живјело 13.347 становника. Просјечна густина становништва износи 223 становника/km².